# Hugh Cairns
Hugh McCalmont Cairns (ur. 27 grudnia 1819 w Cultrze w irlandzkim hrabstwie Down, zm. 2 kwietnia 1885 w Bournemouth) – brytyjski prawnik i polityk, członek Partii Konserwatywnej, minister w rządach lorda Derby’ego i lorda Beaconsfielda, siedemnasty kanclerz dublińskiego Trinity College w latach 1867–1885.

## Życiorys
Był drugim synem Williama Cairnsa, byłego kapitana 47 pułku. Wykształcenie odebrał w Belfast Academy oraz w Trinity College w Dublinie. Uczelnię ukończył w 1838 r. W 1844 r. rozpoczął praktykę adwokacką w Middle Temple, jednak później przeniósł się do Lincoln’s Inn. W 1852 r. został wybrany do Izby Gmin jako reprezentant okręgu Belfast. W 1856 r. został Radcą Królowej. W tym samym roku poślubił Mary Harriet McNeill, z którą miał pięciu synów (w tym 2., 3. i 4. hrabiego Cairns) i dwie córki.
W 1858 r. Cairns otrzymał tytuł szlachecki oraz stanowisko Radcy Generalnego Anglii i Walii. Pozostał na tym stanowisku do upadku konserwatywnego rządu w 1859 r. W 1866 r. był przez krótki czas prokuratorem generalnym. W 1867 r. otrzymał tytuł 1. barona Cairns, który w 1878 r. został podniesiony do rangi hrabiego. Od lutego do grudnia 1868 r. i w latach 1874–1880 był Lordem Kanclerzem. W latach 1869–1870 stał na czele Partii Konserwatywnej w Izbie Lordów.
Po 1880 r. Cairns nie odgrywał już większej roli politycznej, aczkolwiek był uznawany za jednego z kandydatów na lidera konserwatystów po śmierci Beaconsfielda w 1881 r. Stanowisko to otrzymał jednak lord Salisbury. Cairns zmarł w swojej rezydencji Bournemouth w 1885 r. Tytuł parowski odziedziczył jego najstarszy syn, Arthur.